# Silvia Rieger
Silvia Sabine Rieger, nemška atletinja, * 14. november 1970, Hinte, Zahodna Nemčija.
Nastopila je na olimpijskih igrah v letih 1992 in 1996, ko je osvojila osmo mesto v teku na 400 m z ovirami. Na svetovnih prvenstvih je najboljšo uvrstitev dosegla s šestim mestom v isti disciplini leta 1995, na evropskih prvenstvih pa je osvojila naslov prvakinje v štafeti 4x400 m leta 1998 ter srebrno in bronasto medaljo v teku na 400 m z ovirami v letih 1994 in 1998.